# 織田貞置
織田 貞置（おだ さだおき）は、江戸時代前期から中期にかけての高家旗本・茶人。織田信長の孫。通称は左京亮、五郎左衛門、主計頭。官位は従五位下・侍従。号は一谷茅翁、永年堂、黄雀軒、文芳翁、山花、三過老人など。

## 生涯
織田信貞の次男として誕生した。幼名は出来丸。
寛永元年（1624年）、信貞の死去により1000石の領地を相続したとされ、同年、禁裏造営奉行を務めたともされる。寛永7年（1630年）2代将軍・徳川秀忠に御目見し、後に小姓組に加えられたという。なお、寛永元年当時に信貞は浪人中で、寛永7年に召し抱えとなった可能性もある。また、兄の藤四郎信次は病弱で家督を継げなかった。
寛文3年12月19日（1664年）、高家に就任する。同年12月25日、従五位下・侍従に叙任される。延宝7年（1679年）3月15日、高家を辞職する。天和2年（1682年）6月2日に隠居し、養老料300俵を支給される。長男の長迢が家督を相続した。
宝永2年（1705年）6月2日死去、享年89。墓地は東海寺清光院にある。以後、歴代の当主が同院に葬られた。明治期に15基の供養塔が一つにまとめられた。

## 人物
「織田信長像」（名古屋市・總見寺蔵）を描かせるなど、祖父の信長を大変に尊敬しており、信長や織田一門の事跡の収集に熱心であったという。信長が横死した本能寺の変と同じ6月2日に隠居し、6月2日に死去した。
千利休の高弟の一人で台子の伝者とされる高橋玄旦から、その点前を伝授されている。慶安4年5月20日（1651年7月7日）、織田長益の孫の長好が没すると有楽流を継承し、信次の子で養子とした貞幹のほか、松本見休ら多数の門弟を抱えた。また、長益の茶説を貞置集としてまとめ、有楽流の茶流を後世に遺した。貞置以降のものを貞置流ともいう。門人には三河吉田藩士の土肥自在軒（二三翁）らがいる。
茶道相伝系譜

## 系譜
子女は4男3女
- 父：織田信貞
- 母：不詳
  - 本人：織田貞置
  - 正室：佐久間正勝娘
    - 長男：織田長迢

  - 継室：織田長政次女
    - 三男：織田貞則
    - 四男：織田貞輝

  - 継室：鳥居忠勝[3]娘
    - 養子：織田貞幹 - 兄織田信次の子

  - 生母不明
    - 男子：宥純
    - 女子：笹治数馬室のち竹内幸和室
    - 女子：京極高成[4]室
    - 女子：鳥居忠重室

三男貞則、四男貞輝は分家して旗本になった。また、養子貞幹（家督を継げなかった兄信次の子）は尾張徳川家の家老になった。